# Protecció col·lectiva

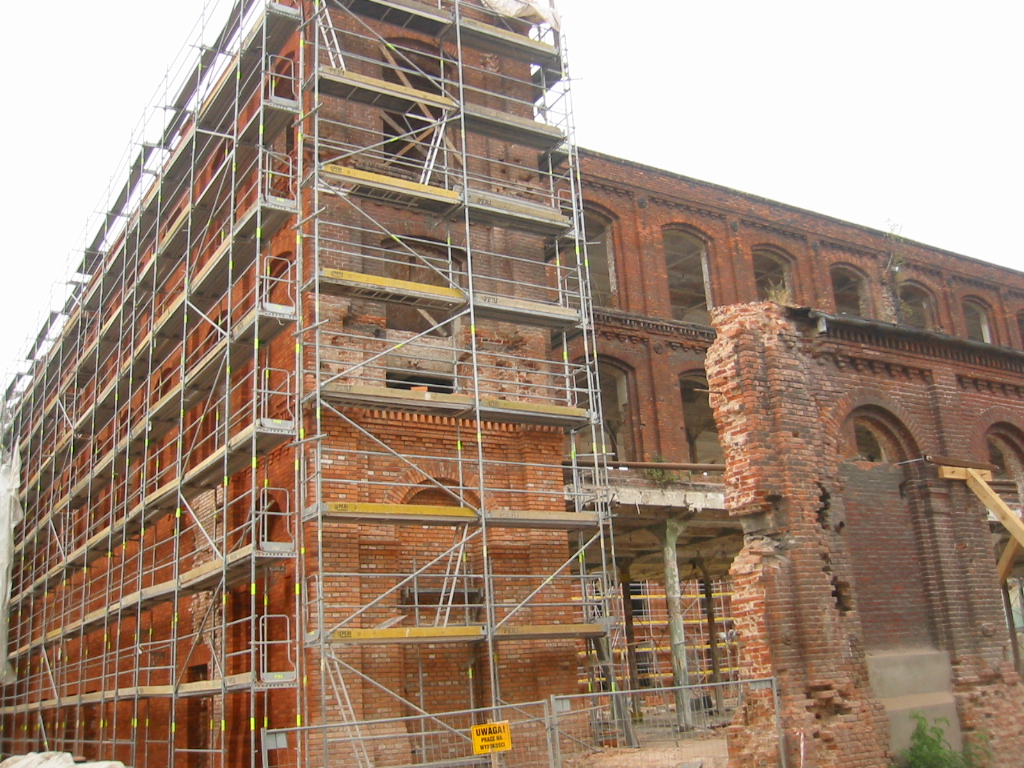
Bastida a Łódź (Polònia)

La protecció col·lectiva és la tècnica que protegeix més d'una persona davant de riscos que no s'han pogut evitar o reduir al màxim, com per exemple, una bastida, una barana o una xarxa (per la protecció contra les caigudes a diferent nivell) o la insonorització del motor d'una màquina (per la protecció contra el soroll). El terme protecció col·lectiva s'oposa al de protecció individual, que protegeix a un sol treballador, i es consideren preferibles les proteccions col·lectives a les individuals, perquè són més fàcils de controlar, ja que el seu ús no depèn tant de la voluntat o els descuits de cada treballador.